# شهرستان میشکینسکی، باشقیرستان
شهرستان میشکینسکی (به لاتین: Mishkinsky District) یک شهرستان در روسیه است که در باشقیرستان واقع شده‌است.